# Mariakirchen
Mariakirchen ist ein Gemeindeteil des Marktes Arnstorf im Landkreis Rottal-Inn in Bayern. 

## Geografische Lage
Die Landschaft, in die das Pfarrdorf Mariakirchen gebettet ist, wird dem Isar-Inn-Hügelland zugerechnet. Mariakirchen liegt im Kollbachtal, das sich zwischen dem Rott- und dem Vilstal erstreckt.

## Geschichte
Ein Ortsadelsgeschlecht ist urkundlich seit 1130 erwähnt und aus dem 12. bis 14. Jahrhundert bekannt. 1453 kauften die Freiherrn von Closen die Hofmark von den Chamerauern. Das Wasserschloss zu Mariakirchen hat seinen Ursprung 1550, davon zeugt ein Wappen in dessen Innenhof. 1756 wurde die barocke Kirche Mariä-Himmelfahrt geweiht, die auch der „Dom des Kollbachtals“ genannt wird. Der Gutsbesitz ging 1848 an die Grafen von Deym über.
Durch das Gemeindeedikt in Bayern entstand 1818 die selbständige Gemeinde Mariakirchen. Am 1. Januar 1972 wurde ein Teil der ehemaligen Gemeinde Sattlern eingegliedert. Am 1. Mai 1978 wurde die Gebietsreform abgeschlossen. Zu diesem Zeitpunkt wurde Mariakirchen mit Sattlern nach Arnstorf eingemeindet.

## Sehenswürdigkeiten

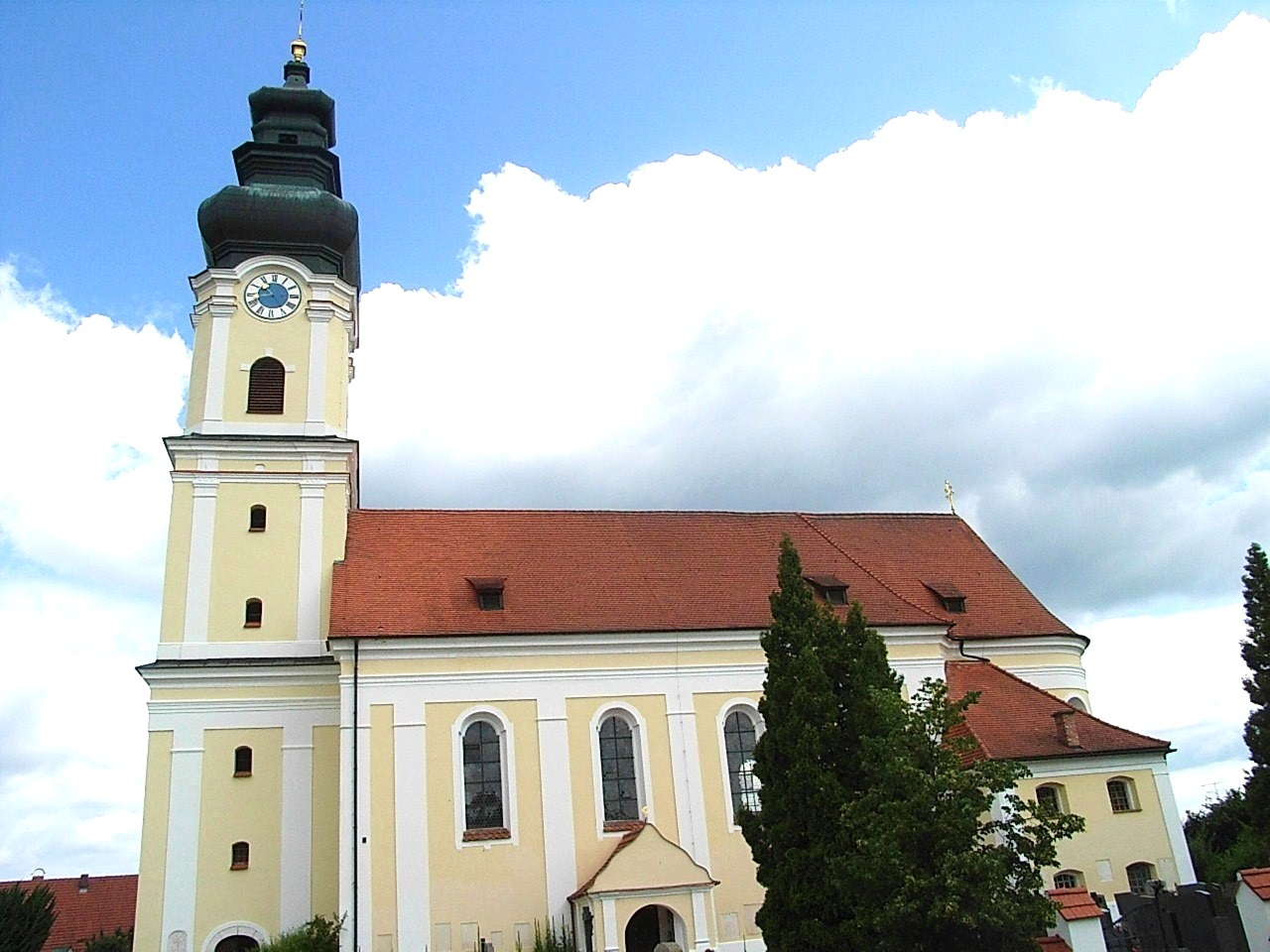
Die Pfarrkirche Maria Himmelfahrt in Mariakirchen

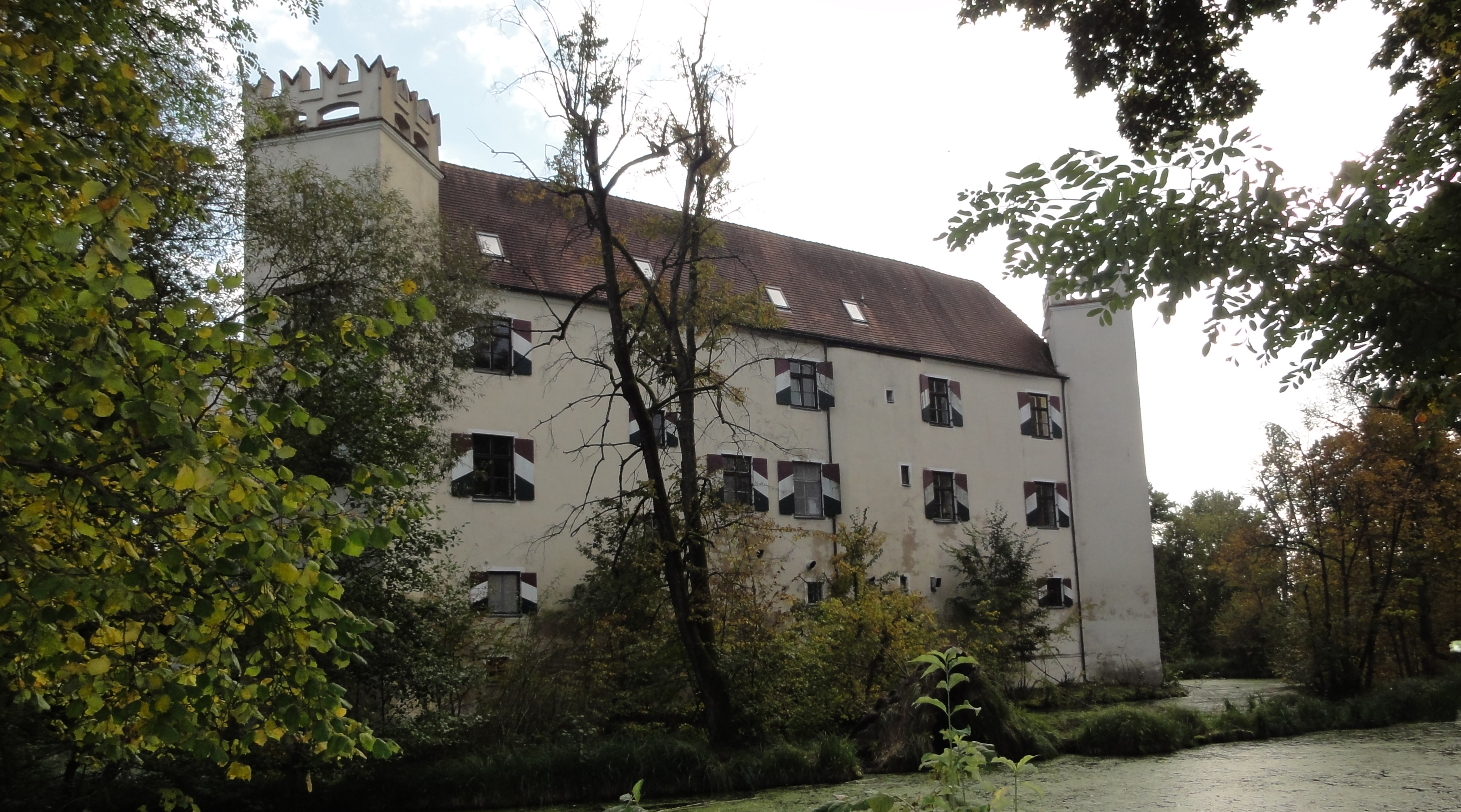
Schloss Mariakirchen

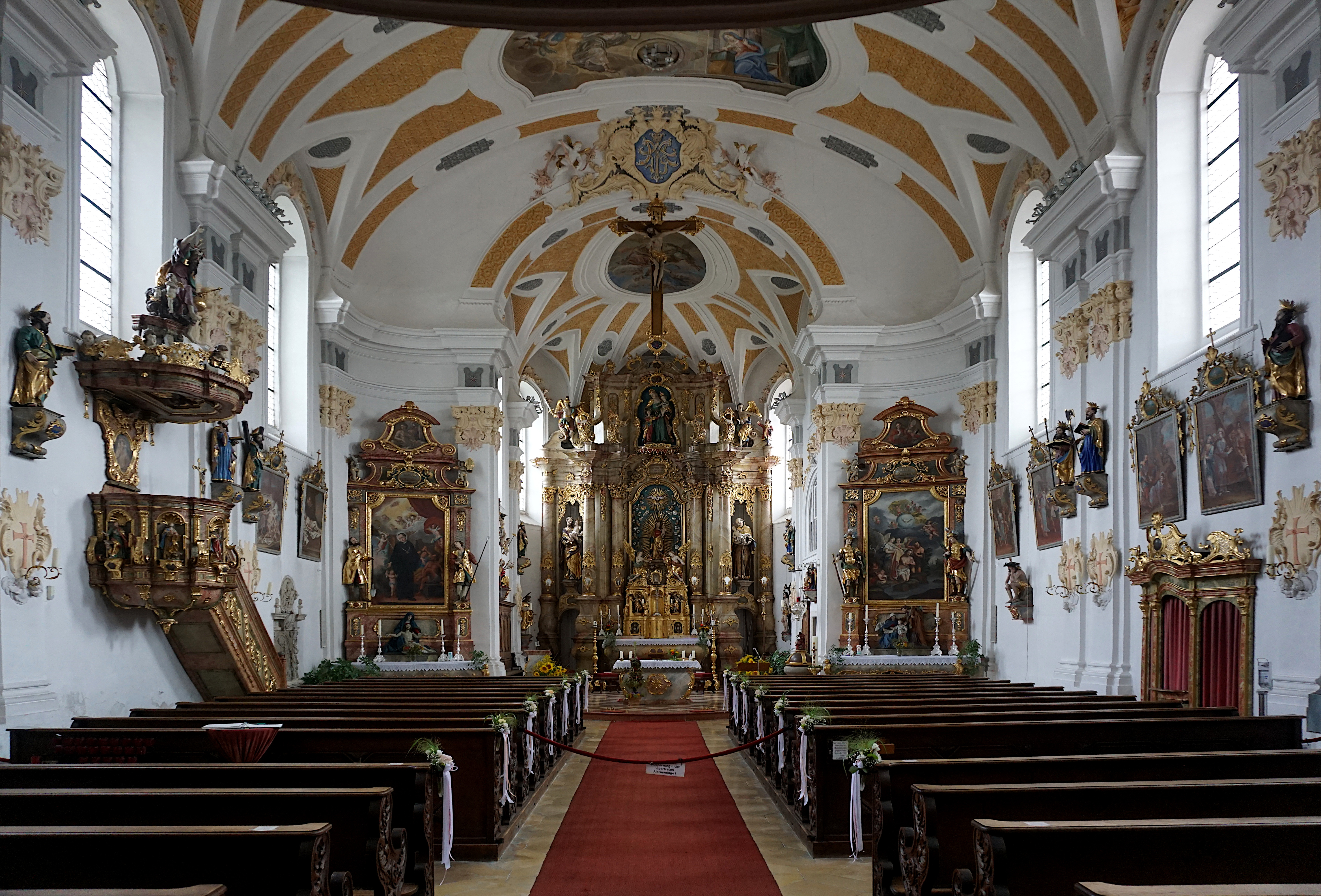
In der Maria-Himmelfahrt-Kirche

Neben der 1741 erbauten Pfarrkirche Maria Himmelfahrt und dem restaurierten Wasserschloss zu Mariakirchen stellt auch das Gebäude des Mariakirchner Schlossbräus, das aus einem restaurierten Pferdestall entstand, einen Anziehungspunkt für Besucher aus der Umgebung dar.

## Tourismus
Touristisch erschlossen ist der Ort durch zahlreiche Wanderwege sowie durch den Kollbachtalradweg, der eine Tour mit dem Rad, durch eine Verbindung mit dem Vilstalradweg in Arnstorf, im Umkreis von 50 km um Mariakirchen möglich macht. Außerdem wurde ein Hotel erbaut, das im Mai 2007 eröffnete.

## Vereine
Die Vereine im Ort sind unter anderem der FC Mariakirchen, der Obst- und Gartenbauverein sowie die Kulturblos’n Mariakirchen.